# 鳥取県道227号猪子国安線
鳥取県道227号猪ノ子国安線（とっとりけんどう227ごう いのこくにやすせん）は、鳥取県鳥取市を通る一般県道である。

## 概要
鳥取市猪子から鳥取市国安に至る。

### 路線データ
- 起点：鳥取県鳥取市猪子
- 終点：鳥取県鳥取市国安（源太橋交差点、国道53号交点、鳥取県道226号国安桂木線起点、鳥取県道500号鳥取河原自転車道線上）
- 総延長：5.2 km

## 路線状況

### 重複区間
- 鳥取県道42号鳥取河原線（鳥取市竹生 - 鳥取市上味野・上味野交差点）
- 鳥取県道500号鳥取河原自転車道線（鳥取市源太 - 鳥取市国安・源太橋交差点（終点））

### 道路施設

#### 橋梁
- 源太橋（千代川、鳥取市）

## 地理

### 通過する自治体
- 鳥取県
  - 鳥取市

### 交差する道路
| 交差する道路                                                                                 | 交差する場所     | 交差する場所 |
| -------------------------------------------------------------------------------------------- | ---------------- | ------------ |
| 鳥取市道2010165号上原猪子線（鳥取広域農道）                                                  | 猪子             |              |
| 鳥取県道42号鳥取河原線 重複区間起点                                                          | 竹生（たけなり） |              |
| 鳥取県道42号鳥取河原線 重複区間終点                                                          | 上味野           | 上味野交差点 |
| 鳥取県道500号鳥取河原自転車道線 重複区間起点                                                 | 源太             |              |
| 国道53号 国道373号 重複 鳥取県道226号国安桂木線 鳥取県道500号鳥取河原自転車道線 重複区間終点 | 国安             | 源太橋交差点 |

### 沿線
- 鳥取市立江山学園
- 美穂郵便局
- 千代川